# Округ Јорк (Мејн)
Округ Јорк (енгл. York County) је округ у америчкој савезној држави Мејн.

## Демографија
По попису из 2010. године број становника је 197.131, што је 10.389 (5,6%) становника више него 2000. године.
| Група             | 2000.           | 2010.           |
| Белци             | 181.286 (97,1%) | 188.422 (95,6%) |
| Афроамериканци    | 785 (0,4%)      | 1.108 (0,6%)    |
| Азијати           | 1.367 (0,7%)    | 2.096 (1,1%)    |
| Хиспаноамериканци | 1.301 (0,7%)    | 2.478 (1,3%)    |
| Укупно            | 186.742         | 197.131         |